# Luigi Taveri
Luigi Taveri (Horgen, 29 de setembro de 1929 –– 1 de março de 2018) foi um motociclista suíço, tricampeão do mundo nas 125cc e três vezes vencedor do TT da Ilha de Man. Luigi Taveri tinha raízes italianas. O seu pai Giovanni Taveri tinha emigrado de Rovato (Lombardia) para a Suíça aos 17 anos de idade.
Tendo estreado no mundial de velocidade em 1954, e disputado 13 temporadas consecutivas até sua aposentadoria das pistas, em 1966, participando, inclusive, de todas as categorias em algum momento, Taveri se tornou notório por deixar de terminar entre os três primeiros em alguma categoria em apenas duas oportunidades: sua estreia, em 1954, e 1959, quando disputou apenas quatro corridas no ano e terminou em quarto nas 125cc, e 13° nas 250cc.
Apesar de sua regularidade, seu primeiro título viria apenas em sua nona temporada no mundial, em 1962, nas 125cc, um ano após sua contratação pela Honda, e onde teria seus melhores anos, e viria a conquistar o título mais duas vezes, em 1964 e 1966. Taveri chegaria perto da conquista nas 125cc em mais três oportunidades: 1955, 1957 e 1963; uma vez nas 250cc em 1956; e ainda mais uma vez nas 50cc em 1965. Taveri ainda ficou em terceiro em 1962 e 1966 nas 50cc; 1956, 1958 e 1961 nas 125cc; 1960 nas 250cc; e 1963 nas 350cc.
Além de seu desempenho no campeonato mundial, Taveri também venceu três vezes o tradicionalissímo TT da Ilha de Man, em 1962, 1964 e 1965, e chegando em segundo em outras sete corridas, e mais duas vezes em terceiro. Taveri também chegou a correr no mundial de Sidecar como passageiro de Hans Haldemann.